# Подборовье (Тверская область)
Подборовье — деревня в Лесном районе Тверской области России, входит в состав Сорогожского сельского поселения. Расположена на берегу озера Застижского, в стороне от дорог. Насчитывает 4 дома. На территории деревни находится фундамент часовни. В окрестностях есть несколько курганов.

## Население
| 2010 |
| ---- |
| 1    |